# 1-Hepteno
El 1-hepteno es un hidrocarburo insaturado lineal, de la familia de las olefinas, que posee un doble enlace C=C entre el primero y el segundo carbono de la cadena. A presión y temperatura ambiente se presenta como un líquido incoloro con punto de ebullición de 94 °C. Se obtiene industrialmente por destilación del petróleo como una mezcla de isómeros (1- 2- y 3-hepteno) que posteriormente es necesario purificar. En pequeñas cantidades también se puede encontrar manzanas, albaricoques, cerezas y ciruelas.

## Usos
El 1-hepteno se utiliza como compuesto de partida para la polimerización del polietileno en la industria y en la formación de aldehídos por hidroformilación. Otras aplicaciones en las que también se puede utilizar esta sustancia es como catalizador en alguna reacciones, tiene propiedades como agente superficial (tensioactivo) y puede ser utilizado como aditivo de lubricantes.